# Tianlian I-01
O Tianlian I-01 (chinês simplificado: 天链一号01星, chinês tradicional: 天鏈一號01星), também conhecido como Tian Lian 1A, TL-1A, é um satélite de comunicação geoestacionário chinês construído pela China Academy of Space Technology (CAST) que é operado pela China Aerospace Science and Technology Corporation (CASC). O satélite foi baseado na plataforma DFH-3 Bus.

## Objetivo
O satélite tem várias funções e vai servir principalmente para as missões de voo espacial tripulado da China. Sua primeira tarefa programada era para prestar serviços de comunicação para a Shenzhou 7.

## Lançamento
O satélite foi lançado com sucesso ao espaço no dia 25 de abril de 2008, às 15:35:11 UTC, por meio de um veículo Longa Marcha 3C a partir do Centro Espacial de Xichang, na China.